# Ahmed Khalifa Niasse
Pour les articles homonymes, voir Niasse.
 (mars 2011).
Si vous disposez d'ouvrages ou d'articles de référence ou si vous connaissez des sites web de qualité traitant du thème abordé ici, merci de compléter l'article en donnant les références utiles à sa vérifiabilité et en les liant à la section « Notes et références ».
Ahmed Khalifa Niasse, né le 25 décembre 1945 à Kaolack, est un homme politique sénégalais, homme d'affaires et chef religieux issu de la grande famille des Niasse de Kaolack, au Sénégal.
Son père, Muhammad Al Khalifa Niasse, connu sous le nom de Muhamad Khalifa Niasse, est un grand érudit et premier khalife de la branche niassène de la Tijania et sa mère, Aminatou Mint Barham, est issue de la grande tribu des Idaw Ali de Mauritanie, descendants de Mahomet. Il a occupé à ce jour plusieurs fonctions dans le gouvernement de la République du Sénégal, dont jusqu'à récemment celle de ministre chargé de la construction d'une nouvelle capitale. Il est par ailleurs président et fondateur du Front des alliances patriotiques (FAP), parti politique qu'il dirige. Il est réputé pour son influence, et sa proximité avec un grand nombre de chefs d'État.

## Homme politique
Ahmed Khalifa Niasse fait ses premiers pas en politique sous la présidence de Senghor, et sa première manifestation dans ce milieu, où il dit « être entré par effraction » sera une grande démonstration de force vis-à-vis du président Senghor en réunissant des dizaines de milliers de ses partisans dans une zone inhabitée pour l'accueillir lors d'une visite dans son fief à l'entrée de la ville de Kaolack. 
Cet événement, le place  parmi les hommes politiques les plus influents du Sénégal[non neutre][réf. nécessaire] place qu'il occupe toujours. Il fut par la suite à l'origine de la création du premier parti d'opposition au Sénégal, le PDS (parti au pouvoir), avec l'ancien président de la République du Sénégal, Abdoulaye Wade.
Son parcours politique sera pour le moins contradictoire, et ses nombreux changements de camps (pouvoir-opposition) amèneront beaucoup de gens à se poser des questions sur ses réelles ambitions politiques. Toutefois, sa vision politique, sa capacité à mobiliser l'attention des médias et ses multiples prédictions avérées font de lui l'un des hommes phares de la scène politique nationale[non neutre]. Il s'est déclaré candidat à l'élection présidentielle de 2012, après avoir refusé plusieurs appels de ralliement de la part du président en personne ou de son premier ministre Souleymane Ndene Ndiaye. Il finit par renoncer à sa candidature pour soutenir celle de son ami de longue date et allié le Président Abdoulaye Wade. 

## Homme d'affaires
Ahmed Khalifa Niasse est l'un des hommes d'affaires les plus riches du Sénégal avec à son actif plusieurs centaines de millions de dollars. Il est à la tête d'un holding familial qu'il a créé, sous le nom de AKN Holding, et dont il détient toutes les actions avec les membres de sa famille. Par ailleurs, il a son actif de nombreuses sociétés, dont des sociétés d'investissement, et de location de [[Jet privé
(aéronautique)|jets]] privés. Il possède aussi un important patrimoine immobilier notamment à Dakar, mais aussi des hôtels un peu partout dans la sous-région. Il est connu pour être l'un des rares hommes d'affaires de son pays à avoir son propre jet privé. Il travaille de très près avec plusieurs chefs d'État, notamment ceux des États pétroliers du golfe.

## Liste des fonctions occupées
- Conseiller spécial du président Abdou Diouf
- Conseiller Spécial de Omar Bongo
- Vice-président de l'Assemblée nationale du Sénégal(1988)
- Président de l'Institut islamique agricole- (1986-Present)
- Ambassadeur itinérant et plénipotentiaire auprès du Président de la République (2005-2007)
- Ministre-conseiller du Président de la République (2007-2009)
- Ministre d'État, chargé de la construction d'une nouvelle capitale (2007-2009)